# Cabo Verde nos Jogos Olímpicos de Verão de 2012
Cabo Verde   competiu nos Jogos Olímpicos de Verão de 2012, que decorreu na cidade de Londres, no Reino Unido, de 27 de julho a 12 de agosto de 2012.
competiu nos Jogos Olímpicos de Verão de 2012, que decorreu na cidade de Londres, no Reino Unido, de 27 de julho a 12 de agosto de 2012.

## Desempeho

### Atletismo
Masculino
| Atleta      | Evento | Preliminares | Preliminares | Final | Final   |
| Atleta      | Evento | Marca        | Posição      | Marca | Posição |
| ----------- | ------ | ------------ | ------------ | ----- | ------- |
| Ruben Sanca | 5000 m |              |              |       |         |

Feminino
| Atleta        | Evento | Preliminares | Preliminares | Semifinal   | Semifinal   | Final       | Final       |
| Atleta        | Evento | Marca        | Posição      | Marca       | Posição     | Marca       | Posição     |
| ------------- | ------ | ------------ | ------------ | ----------- | ----------- | ----------- | ----------- |
| Lidiane Lopes | 100 m  | 12.72        | 17º          | Não avançou | Não avançou | Não avançou | Não avançou |

### Judô
Feminino
| Atleta           | Evento | Fase de 32             | Fase de 16             | Quartas                | Semifinais             | Repescagem             | Repescagem             | Repescagem             | Final                  | Final       |
| Atleta           | Evento | Fase de 32             | Fase de 16             | Quartas                | Semifinais             | 1ª fase                | Quartas                | Semifinais             | Final                  | Final       |
| Atleta           | Evento | Adversário e resultado | Adversário e resultado | Adversário e resultado | Adversário e resultado | Adversário e resultado | Adversário e resultado | Adversário e resultado | Adversário e resultado | Pos.        |
| ---------------- | ------ | ---------------------- | ---------------------- | ---------------------- | ---------------------- | ---------------------- | ---------------------- | ---------------------- | ---------------------- | ----------- |
| Adysângela Moniz | +78 kg | Bye                    | CUB Ortiz D 0002–0103  | Não avançou            | Não avançou            | Não avançou            | Não avançou            | Não avançou            | Não avançou            | Não avançou |